# The European Dailies Alliance
The European Dailies Alliance EDA - Europejski Związek Gazet Codziennych mający na celu przede wszystkim wymianę informacji międzynarodowych.
Należą do niego: Die Welt (Niemcy - wcześniej RFN), The Daily Telegraph (Wielka Brytania), Le Figaro (Francja), ABC (Hiszpania).